# Роменська Оксана Вікторівна
Оксана Вікторівна Роменська  (рос. Оксана Викторовна Роменская, 6 червня 1976) — російська гандболістка, олімпійська медалістка.

## Виступи на Олімпіадах
| Олімпіада  | Дисципліна | Місце |
| ---------- | ---------- | ----- |
| Пекін 2008 | гандбол    | 2     |